# اچ‌ام‌اس های‌فلیر (۱۸۵۱)
اچ‌ام‌اس های‌فلیر (۱۸۵۱) (به انگلیسی: HMS Highflyer (1851)) یک کشتی بود که طول آن ۱۹۲ فوت (۵۹ متر) بود. این کشتی در سال ۱۸۵۱ ساخته شد.